# Абрам-Тюбе
Абрам-Тюбе — аул у складі муніципального утворення «Сільське поселення Тукуй-Мектебська сільрада» Нефтекумського району Ставропольського краю РФ.

## Варіанти назви
- Абрамо-Тюбе
- Абрамтюбе

## Географія
Відстань до крайового центру: 328 км.
Відстань до районного центру: 86 км.

## Населення
Чисельність населення: 1065 людей

## Освіта
- Дитячий садок № 20 «Вогник»[1]
- Середня загальноосвітня школа № 17[2]